# Totonicapán (departement)
Totonicapán is een departement van Guatemala, gelegen in de bergen van het middenwesten van het land. De hoofdstad is de gelijknamige stad Totonicapán.
Het departement bestrijkt een oppervlakte van 1061 km² en heeft 418.569 inwoners (2018).
In het departement bevindt zich de Cuatros Caminos (vier wegen): het belangrijke kruispunt van de wegen naar Guatemala-Stad, Quetzaltenango, Huehuetenango en Totonicapán.

## Gemeenten
Het departement is ingedeeld in acht gemeenten:
- Momostenango
- San Andrés Xecul
- San Bartolo Aguas Calientes
- San Cristóbal Totonicapán
- San Francisco El Alto
- Santa Lucía La Reforma
- Santa María Chiquimula
- Totonicapán

Alta Verapaz · Baja Verapaz · Chimaltenango · Chiquimula · El Progreso · Escuintla · Guatemala · Huehuetenango · Izabal · Jalapa · Jutiapa · Petén · Quetzaltenango · Quiché · Retalhuleu · Sacatepéquez · San Marcos · Santa Rosa · Sololá · Suchitepéquez · Totonicapán · Zacapa